# GV Tauri
GV Tauri är en dubbelstjärna belägen i den norra delen av stjärnbilden Oxen. Den har en skenbar magnitud av ca 10,87 (K) och kräver ett teleskop  för att kunna observeras. Baserat på parallax enligt Gaia Data Release 3 på ca 7,01 mas, beräknas den befinna sig på ett avstånd på ca 470 ljusår (143 parsek) från solen.

## Observation
Stjärnorna GV Tauri A (GV Tauri S) och GV Tauri B (GV Tauri N) bildar en vid dubbelstjärna, med en projicerad separation av 170 AE. Båda är starkt höljda av omgivande stoft - GV Tauri A med 30 magnituder och GV Tauri B upp till 59 magnituder i V-bandet. Båda komponenterna misstänks vara dubbelstjärnor i sig själva eftersom de producerar starkt joniserad strålning och molekylära utflöden.

## Egenskaper
Primärstjärnan GV Tauri A är en orange till gul stjärna före huvudserien av spektralklass K3. Den har en massa som är lika med ca 1,8 solmassa och utsänder energi från dess fotosfär motsvarande ca 2,3 gånger solen vid en effektiv temperatur av ca 4 800 K.

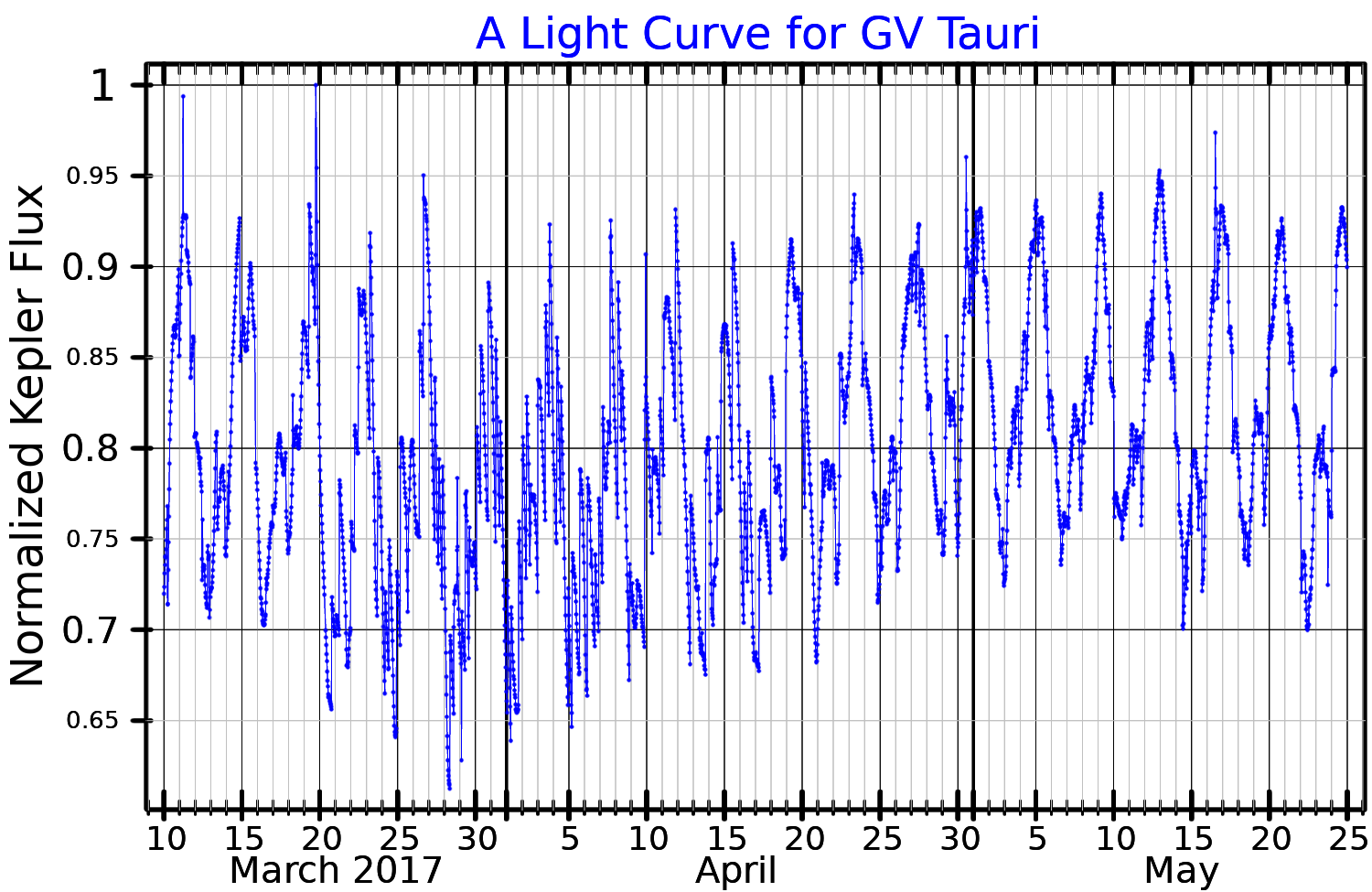
Ljuskurva för GV Tauri, plottad från Kepler-data

Följeslagaren GV Tauri B är en gul till orange stjärna av spektralklass sen G eller tidig K, som utsänder energi från dess fotosfär motsvarande ca 114 gånger solen. Båda stjärnorna är medelstora objekt som fortfarande utvecklas mot huvudserien och samlar massa, även om ansamlingshastigheten förblir mycket osäker (2009).
Båda stjärnorna är omgivna av protoplanetära skivor, där det observerbara stoftet i var och en är cirka 5×10−5 solmassa och gasen cirka 0,005 solmassa. Skivan kring GV Tauri B är rik på kolmonoxid, vätecyanid och, ovanligt, metan. Stoftskivan kring GV Tauri A har en omfång av 0 – 17 AE från stjärnan och en lutning mot siktlinjen från Jorden på 65 ± 5° medan motsvarande för GV Tauri B är 20 AE och 30 eller 80 ± 10°.